# Prolegómenos
Prolegómenos es un nombre masculino plural, que viene del griego «pro», «anterior», «delante», y de «legein», «decir».
Este término señala una introducción, generalmente larga, ubicada al inicio de una obra literaria, o bien señala un conjunto de nociones preliminares a una ciencia.
Este vocablo se utiliza siempre o casi siempre en plural. Como ejemplo podríamos citar a Immanuel Kant, quien escribió Prolegómenos a toda metafísica futura que pueda presentarse como ciencia. Otro ejemplo más antiguo que puede destacarse, alrededor del año 1400, se refiere a Ibn Jaldún con sus prolegómenos Muqaddima.
En 1827, Pierre-Simon Ballanche publicó también sus Prolégomènes para la obra Palingénésie sociale, y en 1945 André Breton publicó Prolégomènes à un troisième manifeste du surréalisme ou non. Por su parte, de manera póstuma en 2012, Jacques Derrida se publicó por la editorial Galilée: Histoire du mensonge, Prolégomènes.
Prolégomènes también es el título de una recopilación de poemas de Jean Aubert.

## Teología cristiana
Para el Cristianismo, los prolegómenos (o teología fundamental) estudian e introducen a los principios primarios, básicos, y fundamentales, de toda la Teología cristiana.